# Oropodisma macedonica
Oropodisma macedonica är en insektsart som beskrevs av Willy Adolf Theodor Ramme 1951. Oropodisma macedonica ingår i släktet Oropodisma och familjen gräshoppor. Inga underarter finns listade i Catalogue of Life.